# Stazione di Sisikon
La stazione di Sisikon è una stazione ferroviaria posta sulla linea del Gottardo, in Svizzera. Serve l'omonimo centro abitato.